# Coyote (manga)
Coyote es un hentai manga escrito por Kōta Hirano, el mismo autor de Hellsing. Se publicó por primera vez en 1995, bajo el subtítulo "rebelión de la Resistencia".

## Sinopsis
La historia tiene lugar en Francia durante la Segunda Guerra Mundial, es sobre el mercenario Pip Bernadotte y cómo se une a la resistencia contra la ocupación nazi. El control del régimen nazi en la región se ha hecho impopular por sí, por oprimir a la gente y la violación a mujeres, atrayendo a muchas personas a unirse a la resistencia. Caminando por las calles de la ciudad, Pip considera que una mujer joven que, aunque no es una prostituta por todas las apariencias, la compra para estar con el toda la noche. Más bien confuso, él pasa la noche con ella, y ella sale en la mañana sin exigir cualquier dinero. Sin saberlo, resulta que ella es la hija del gobernador, que había sido asesinado por la ocupación, y ella es pronto capturada por la policía nazi y llevada a la mansión del comandante de la región, donde es brutalmente violada. Pip y la resistencia lo atacan en la mansión para su rescate, huyendo antes de que lleguen los refuerzos nazis. 
Posteriormente, a raíz de la lesión y la probable muerte del comandante en jefe durante la batalla, el alto mando nazi nombra SS - Sturmbannführer Montana Max para gobernar la región. Otro recién nombrado funcionario, al entrar en la oficina de Max, se conmocionó al ver que Max permite a sus soldados, copular con las mujeres capturadas dentro de la oficina, lo cual explica Montana Max, sobre la historia de su infancia y dice que no tiene sentimientos al respecto, lo que hace el oficial se desconcierte aún más. Cuando era joven, Max vivía en una habitación individual con su padre alcohólico y su madre prostituta, que recibían a los clientes directamente en la habitación individual de la familia. Después de la muerte de su padre y de la indiferencia su madre a él (que recibió un cliente el mismo día de la muerte de su padre), Max recuperó la pistola de la familia y mató a su madre y su cliente, tras lo cual vagó solo en la calle antes de ser observado por el Führer y planeo sobre él, alto cargo de poder. Aquí es donde Max se indiferencia de todas las cosas, incluido el sexo, y su amor por la sangre fría se deriva de la muerte. 
Pip y los demás miembros de la resistencia atacan de nuevo la mansión, y quieren matar a Montana Max, sólo para encontrar que había adivinado sus planes y ha tomado una aeronave a América del Sur, un lugar donde muchos nazis huyeron durante el fin de la Segunda Guerra Mundial. Yendo tras él a América del Sur, uno de los líderes de la resistencia (el Coyote) es asesinado por agentes encubiertos, y a Montana Max no se le vuelve a encontrar. Con compañía de Pip y navegando de nuevo sobre el mar, la última línea del manga dice, "Coyote puede ser muerto, pero otro día otros coyotes volverá a cazar a sus presas".

## La conexión a Hellsing
En la creación de Hellsing, su trabajo más aclamado, Kouta Hirano se basó en varios de sus anteriores mangas, y muchas similitudes en sus personajes se pueden observar. Un personaje llamado Pip Bernadotte aparece en Hellsing, teniendo muchas semejanzas con su casi hermano Hellsing. Sin embargo, teniendo en cuenta que Hellsing tiene lugar 56 años más tarde y la edad de Pip es apenas diferente, es ampliamente asumido por los fanáticos que se trate del padre de Pip o su abuelo en la manga. Su abuelo afirma que "incluso su padre murió en Colombia tratando de recaudar dinero para su cumpleaños". Además, Montana Max, el villano de Hellsing, aparece en una encarnación muy similar en el Coyote. Varios otros prototipos de Hellsing pueden ser avistados en el Coyote, entre ellos una mujer que se asemeja a Yumie/Yumiko de Hellsing y Crossfire.